# العلاقات اليمنية التركية
العلاقات اليمنية التركية، هي العلاقات الثنائية بين اليمن وتركيا.